# Британский юнионизм
Британский юнионизм (англ. British unionism), также известный как Юнионизм в Великобритании (англ. Unionism in the United Kingdom) — британская политическая идеология и форма гражданского национализма, выступающая за сохранение в действующих границах Соединённого Королевства Великобритании и Северной Ирландии (в некоторых случаях со включением в состав Великобритании и Республики Ирландия). Исторически юнионизм имел много противников в Ирландии, а после образования независимой Ирландии и вовсе остался лишь в Северной Ирландии, которая с 1969 по 1998 годы пережила серию вооружённых столкновений между юнионистами (в том числе ольстерскими лоялистами) и ирландскими националистами (в том числе республиканцами). Эта серия кровавых столкновений де-юре называется конфликтом в Северной Ирландии, а в британской историографии стала известна как «Смута» (англ. the Troubles).
С конца XX века число противников юнионизма растёт в Шотландии и Уэльсе. Шотландская национальная партия, победив на парламентских выборах в 2011 году, своими действиями привела к тому, что осенью 2014 года состоялся референдум о независимости Шотландии, на котором 55,3 % голосовавших всё же высказались против независимости страны.

## Образование унии
Королевство Великобритания появилось 1 мая 1707 после заключения Акта об унии, принятого в английском и шотландском парламентах одновременно, что привело к образованию и политического союза между Англией (в её состав входил также Уэльс) и Шотландией. Акту предшествовал Договор об Унии, подписанный 22 июля 1706 года. Актом об унии были образованы единый Парламент Великобритании в Вестминстере, единый таможенный и монетный союзы, но система судопроизводства Англии и Шотландии сохранилась. В 1801 году после подписания ещё одного акта об унии Великобритании и Ирландии в состав британского государства вошло королевство Ирландия. Так было образовано Соединённое королевство Великобритании и Ирландии на той же основе, на которой объединились Англия и Шотландия веком ранее.
Многие ирландцы не приняли унию, поскольку англичане — прихожане Англиканской церкви — стали всячески преследовать и угнетать ирландцев, которые были верующими Римско-католической церкви. В конце XIX — начале XX веков серия антианглийских восстаний прокатилась по Ирландии с целью разрыва союза и образования единой Ирландии. В конце Первой мировой войны ирландцам всё-таки удалось добиться своей цели и сбросить английское ярмо, однако часть графств осталась лояльна британскому правительству. Разразившаяся англо-ирландская война завершилась подписанием англо-ирландского договора в 1922 году, по которому 26 графств объединялись в Ирландское свободное государство (ныне Республика Ирландия), а 6 графств остались в составе Великобритании и стали известны как Северная Ирландия. В настоящее время официальное название единой страны — Соединённое Королевство Великобритании и Северной Ирландии, принятое в 1927 году.
Все три государства ещё до образования Великобритании состояли в личной унии друг с другом. Когда Яков VI, король Шотландии, наследовал от Елизаветы I английский престол, короны Англии, Ирландии и Шотландии были объединены. Объединение корон Англии и Ирландии состоялось после в 1542 году после подписания Акта о короне Ирландии. С XII века король Англии являлся лордом манора Ирландии, но сам манор подчинялся в первую очередь Папе римскому. Акт 1542 года ввёл термин «король Ирландии» и позволил королю Генриху VIII избавиться окончательно от влияния Папы.

## Поддержка унии
Самую высокую поддержку единства Великобритании оказывают жители непосредственно Англии, а самая низкая поддержка у этой идеи в Ирландии; также есть значительное число жителей Уэльса и Шотландии, выступающих за отделение от Великобритании. Однако опросы свидетельствуют об обратном: с момента отделения Ирландии жители всех четырёх частей Великобритании преимущественно поддерживают дальнейшее существование Соединённого Королевства. На эти данные не могли повлиять ни рост сторонников числа независимости в Шотландии, ни число недовольных в Уэльсе, но при этом в стране действуют партии местных националистов, так или иначе поддерживающих деволюцию в стране и входящих в региональные правительства. Пик деволюции пришёлся на конец 1990-х, когда на парламентских выборах в Великобритании появились первые националистические партии Шотландии, Ирландии и Уэльса, которые начали бороться за места в Палате общин против сторонников унии. В свою очередь, английские сторонники отделения Уэльса, Северной Ирландии и Шотландии в Парламент не проходили.
В 2014 году состоялся референдум о независимости Шотландии, на котором схлестнулись ярые сторонники сохранения Шотландии в составе Великобритании и ярые сторонники независимой Шотландии. Итоги референдума оказались в пользу сторонников сохранения единства страны: против независимости выступили 55,3 % голосовавших Polls conducted in 2014 found that 70 % of voters in England opposed Scottish independence, причём среди них были и 83 % этнических валлийцев. Сам референдум вызвал большой общественный резонанс: сотни известных политиков, бизнесменов и знаменитостей культуры и спорта подписывали открытые письма с призывами сохранить единую страну и не поддерживать шотландскую независимость, а в некоторых британских городах (в том числе и в Лондоне на Трафальгарской площади) состоялись митинги в поддержку продолжения действия Акта об унии.
Самые большие трудности Великобритания испытывала в Северной Ирландии: в 1919 году была образована Ирландская республиканская армия, поставившая своей целью силовое возвращение Северной Ирландии в состав Ирландского свободного государства и добивавшаяся ещё и полного вывода британских войск с острова Ирландия. В 1922 году после подписания договора армия ушла в подполье, безуспешно пытаясь в межвоенные годы вынудить правительство Ирландии ввязаться в новую войну с англичанами и даже установив контакты с Третьим рейхом и абвером (впрочем, агентура абвера провалилась в Ирландии). В 1969 году поводом для возобновления конфликта, который стал известен как «Смута» (англ. The Troubles), стали беспорядки в Богсайде, в которых участвовали католики и протестанты. Ирландская республиканская армия снова вступила в действия, но по ходу конфликта от неё откалывались различные группировки, часть из которых соглашалась на ведение переговоров, а часть выступала за продолжение вооружённой борьбы до победного конца. Ситуация осложнялась и тем, что среди юнионистов находились и совсем ярые радикалы, считавшие, что ирландцев-католиков надо полностью истребить как угрозу единству нации. Теракты, перестрелки и стычки и юнионистов, и ирландских националистов с британскими частями не утихали. В 1998 году было подписано Белфастское соглашение, которое сумело расширить наконец гражданские права ирландцев-католиков и поднять процент сторонников единства страны. В 2007 году британцы вывели свои войска из Северной Ирландии, официально прекратив режим контртеррористической операции, но сторонники возвращения Северной Ирландии в состав единой Республики Ирландия продолжают и по сей день искать пути достижения своей цели.

## Политические партии
В представленном ниже списке перечислены некоторые партии Великобритании и входящих в её состав земель, поддерживающие идеологию британского юнионизма.

### Общенациональные британские
- Консервативная и юнионистская партия
  - Шотландская консервативная партия
  - Валлийская консервативная партия
  - Консерваторы Северной Ирландии
- Лейбористская партия Великобритании
  - Шотландская лейбористская партия
  - Валлийские лейбористы
- Либеральные демократы
  - Либеральные демократы (Шотландия)
  - Либеральные демократы (Уэльс)
- Партия независимости Соединённого Королевства[9]

### Северная Ирландия
- Демократическая юнионистская партия
- NI21
- Прогрессивная юнионистская партия
- Протестантская коалиция
- Традиционный юнионистский голос
- Ольстерская юнионистская партия
- Отделения Партии независимости Соединённого Королевства и Консервативной партии

### Малые партии
- Британия превыше всего[10]
- Британская партия свободы
- Британская национальная партия[11]
- Британская народная партия[12]
- Британский национальный фронт[13]
- Партия уважения
- Шотландская юнионистская партия[14]

### Военизированные группировки
- Ассоциация обороны Ольстера
- Ольстерские добровольческие силы
- Оранжевый орден